# مارك جيربان
مارك جيربان (ولد في 30 نوفمبر 1979) هو مجدف أمريكي محترف، مثّل دولة فلسطين في بطولة العالم 2005. في منافسات فردي الرجال للوزن الخفيف، حقق أعلى مركز في بطولة العالم المركز السادس عشر بين الرياضيين الفلسطينيين في أي رياضة باستثناء أحداث الأولمبياد الخاص.

## سيرته الذاتية
وُلِد مارك جيربان في فيلادلفيا لأم يهودية أمريكية وأب عربي إسرائيلي من قرية جسر الزرقاء. تخرج جيربان من مدرسة لوير ميريون الثانوية في أردمور، بنسلفانيا، في عام 1998. بينما كان هناك، تم تدريبه على التجديف على يد المدرب هارولد فينيجان. وفي عام 2003، تخرج من جامعة دريكسل بتخصص ثلاثي في إدارة عمليات الإنتاج والاقتصاد والأعمال الدولية. من عام 1998 حتى عام 2001.

## مهنة التجديف
بينما كان في دريكسل بمنحة رياضية، تنافس مع برنامج السباحة الجامعي للقسم الأوالرابطة الوطنية لرياضة الجامعات الدرجة الأولى، حيث كان بطل سباحة متعدد لمؤتمر أمريكا الشرقية. خلال فترة خارج الموسم، أصبح بطلاً وطنياً للولايات المتحدة في التجديف وكان ممثل السباحة في مجلس استشاري الرياضيين الطلاب في دريكسل.
عمل لمدة عامين في شركة سقنا قبل أن يصبح مجدفًا محترفًا في عام 2005. خلال هذه الفترة، تدرب وتنافس مع الرياضيين في الفريق الوطني الألماني والفريق الأولمبي. تم رعايته بالكامل من قبل الاتحاد الفلسطيني للتجديف، وتم إرساله للتدريب تحت قيادة المدرب مارتن شتروهينجر وريتا هندس في هامبورغ، ألمانيا. تدرب في نادي رودر-جيسلشافت هانسا، الذي يقع على طول ضفاف نهر ألستر، وتنافس في أحداث دولية لصالح فلسطين:
| 2005                                  | 2006                                          | 2007                                   | 2008                                             |
| ------------------------------------- | --------------------------------------------- | -------------------------------------- | ------------------------------------------------ |
| كأس العالم للتجديف – لوسيرن، سويسرا   | كأس العالم للتجديف – ميونيخ، ألمانيا          | كأس العالم للتجديف – أمستردام، هولندا  | سباق التصفيات الأولمبية الآسيوية - شنغهاي، الصين |
| بطولة العالم للتجديف - جيفو، اليابان  | كأس العالم للتجديف - لوسيرن، سويسرا           | كأس العالم للتجديف - لوسيرن، سويسرا    |                                                  |
| بطولة آسيا الوطنية - حيدر أباد، الهند | بطولة العالم للتجديف - إيتون، بريطانيا العظمى | بطولة العالم للتجديف – ميونيخ، ألمانيا |                                                  |

## براءات الاختراع
يعود الفضل إلى مارك جيربان في نشر أكثر من 40 براءة اختراع في صناعة السيارات لشركة مرسيدس بنز. في عام 2024، نشر مارك جيربان مذكراته، "اليهودي الذي جدف من أجل فلسطين: بحث إسرائيلي فلسطيني عن الهوية"، والتي صدرت على أمازون في 16 أكتوبر/تشرين الأول. يروي الكتاب رحلة جيربان الفريدة في اكتشاف الذات والمرونة، ويستكشف موضوعات الهوية والصراع الإسرائيلي الفلسطيني من خلال تجاربه الشخصية والرياضية.

## ردود الفعل والاستجابات العامة
قبل تخرجه من جامعة دريكسل في عام 2003، كتب جيربان سلسلة من المقالات لصحيفة الطلاب، جامعة دركسل، حيث عرض وجهة نظره بشأن الصراع الإسرائيلي الفلسطيني كشخص من كلا الجانبين. يزعم أن نيته كانت تعزيز الحوار السلمي، لكنه اتُهم بأنه مؤيد للفلسطينيين ومعادٍ للسامية. تم تنظيم احتجاج عام في جامعة دريكسل للرد على حججه.
نشر دانييل بايبس مقال رأي في مجلة The Jewish Exponent وصف فيه كتابات جيربان بأنها "المعادل الأدبي للمفجرين الانتحاريين". ورد جيربان بأنه يعتقد أن الفلسطينيين والإسرائيليين يمكن أن يعيشوا معًا وأن عائلته أثبتت ذلك. حث الأطراف على وضع خلافاتهم جانبًا قبل فوات الأوان.
بعد هذه الحادثة، فكر في التجديف من أجل فلسطين. وبعد هذا القرار، يدعي أنه تعرض للتمييز. يقول إنه كان عضوًا ومقيمًا في نادي مالطا للقوارب على طول شارع بوت هاوس في فيلادلفيا، لكنه أُجبر على الخروج منه بحجة "تمثيل دولة مرتبطة بالإرهاب". تقدم الاتحاد الفلسطيني للتجديف بشكوى إلى اتحاد التجديف الأمريكي ضد نادي مالطا للقوارب، إلا أنه لم يتم العثور على أساس للشكوى. انتقل جيربان بعد ذلك إلى ألمانيا برعاية كاملة من الاتحاد الفلسطيني للتجديف.